# Macedonian Airlines (Griechenland)
Macedonian Airlines war eine zwischen 1992 und 2003 aktive griechische Fluggesellschaft.

## Geschichte
Macedonian Airlines wurde 1992 als Charter-Tochtergesellschaft der griechischen Nationalfluggesellschaft Olympic Airways gegründet. Der Verwaltungsrat von Olympic Airways beschloss 1992, die Charter-Tochtergesellschaft der Gruppe in Olympic AirTours umzubenennen, und der Markenname Macedonian Airlines wurde geschaffen. Das Unternehmen hatte nichts mit Macedonian Airlines  MAT zu tun, welches zwei Jahre später, 1994, im benachbarten Nordmazedonien gegründet wurde.
1998 erwarb die Fluggesellschaft zwei Boeing 727-200 von Olympic Airways. Mit diesen Flugzeugen bot Macedonian Charterflüge zu den griechischen Inseln und dem Festland im Ausland in Europa an. Die Gesellschaft hatte Vereinbarungen mit verschiedenen großen Reiseveranstaltern getroffen. Ein Jahr später, 1999, nutzte die Fluggesellschaft neue Flugzeuge, indem sie zwei Boeing 737-400 leaste, um die bereits betagten Boeing 727 zu ersetzen. Da das Unternehmen eine Tochtergesellschaft von Olympic Airways war, wurden alle Wartungs- und Abfertigungsarbeiten vom Mutterunternehmen, Olympic Airways, durchgeführt.
Bis 2003 wurde die Flotte von Macedonian auch auf den planmäßigen Flügen von Olympic eingesetzt, insbesondere nachdem die älteren Boeing 737-200 ausgemustert wurden. Im Juli 2003 leaste das Unternehmen zwei McDonnell Douglas MD-82, die auch für Charterflüge verwendet wurden. Am 12. Dezember 2003 wurde aufgrund der zunehmenden Probleme der Olympic Airways Group ein Restrukturierungsplan erstellt. Macedonian Airlines wurde von der Gruppe getrennt, in Olympic Airlines umbenannt und übernahm alle Daten und Flugbetriebe von Olympic Airways.
Am 1. Oktober 2009 erklärte MIG-Geschäftsführer Andreas Vgenopoulos nach dem Erstflug von Olympic Air in Thessaloniki, dass die Gesellschaft in naher Zukunft Macedonian Airlines wiederbeleben werde. Mann hatte die Namensrechte und wollte innerhalb von drei Monaten den Betrieb wieder aufnehmen. Bis zum gegenwärtigen Zeitpunkt gab es keine weiteren Ankündigungen.

## Logo
Das Logo der Fluggesellschaft zeigte den Stern von Vergina auf blauem Grund.

## Flotte
| Flugzeug                | In Betrieb |
| ----------------------- | ---------- |
| Boeing 727-200          | 4          |
| Boeing 737-400          | 4          |
| McDonnell Douglas MD-82 | 2          |